# Matjaž Kopitar
Matjaž Kopitar (ur. 6 listopada 1965 w Jesenicach) – słoweński hokeista grający na pozycji napastnika, reprezentant Jugosławii, potem Słowenii, trener, od 2019 roku selekcjoner reprezentacji Słowenii.

## Kariera
Matjaž Kopitar karierę rozpoczął w juniorach HK Jesenice, gdzie w 1983 roku podpisał profesjonalny i występował do 1995 roku oraz odniósł największe sukcesy w swojej karierze sportowej: trzykrotne mistrzostwo (1985, 1987, 1988), czterokrotne wicemistrzostwo Jugosławii (1984, 1986, 1989, 1990), a także trzykrotne mistrzostwo (1992, 1993, 1994) oraz wicemistrzostwo Słowenii (1995).
Następnie reprezentował barwy: HK Bled (1995-1997 - 3. miejsce w ekstraklasie słoweńskiej 1997), austriackiego DEK Klagenfurt (1997-2000 - 55 meczów, 66 punktów (31 goli, 35 asyst)), oraz HK Maribor, w którym jako grający trener rozegrał 21 meczów, zdobył 24 punkty (7 goli, 17 goli) oraz spędził 16 minut na ławce kar, a po sezonie 2002/2003 w wieku 37 lat zakończył sportową karierę.

## Kariera reprezentacyjna
Matjaž Kopitar wystąpił w reprezentacji Jugosławii U-18 podczas mistrzostw Europy U-18 Grupy C 1983 w Sarajewie, na których rozegrał 3 mecze i zdobył 10 punktów (4 gole, 6 asyst) oraz spędził 10 minut na ławce kar, a jego drużyna wygrała wszystkie 3 mecze po 7:3 (z reprezentacją Wielkiej Brytanii U-18, reprezentacją Belgii U-18 i reprezentacją Hiszpanii U-18) i tym samym awansowała do Grupy B 1984.
W seniorskiej reprezentacji Jugosławii wystąpił na mistrzostwach świata Grupy B 1991 w Jugosławii, na których rozegrał 7 meczów i zdobył 2 punkty (1 gol, 1 asysta) oraz spędził 6 minut na ławce kar, a reprezentacja Jugosławii zajęła 6. miejsce.
Po rozpadzie Jugosławii w 1992 roku Matjaž Kopitar rozpoczął występy w reprezentacji Słowenii, w której w latach 1993–1994 rozegrał 13 meczów i zdobył 20 punktów (12 goli, 8 asyst) oraz spędził 16 minut na ławce kar oraz brał na dwóch turniejach o mistrzostwo świata Grupy C (1993, 1994).

## Kariera trenerska
Matjaž Kopitar jeszcze w trakcie kariery sportowej rozpoczął karierę trenerską, gdyż w latach 2001–2003 był grającym trenerem HK Maribor, a po zakończeniu kariery sportowej w 2003 roku, w latach 2003–2004 był asystentem Gorazda Drinovca w reprezentacji Słowenii U-18 podczas mistrzostw świata Dywizji 1A w austriackim Amstetten, na których reprezentacja Słowenii U-18 zajęła 2. miejsce.
Następnie w latach 2003–2005 oraz 2006–2008 był asystentem selekcjonerów Kari Savolainena, Teda Satora oraz Matsa Waltina w seniorskiej reprezentacji Słowenii, a w latach 2011–2015 był jej głównym trenerem, która pod wodzą Kopitara w 2014 roku najpierw dotarł do ćwierćfinału turnieju olimpijskiego w Soczi oraz na mistrzostwach świata I Dywizji Grupy A w Korei Południowej wywalczył do mistrzostw świata 2015 Elity w Czechach, na których jego drużyna zajęła w Grupie B ostatnie – 8. miejsce i tym samym zaliczyła spadek do I Dywizji Grupy A, po czym Kopitar podał się do dymisji.
Następnie w latach 2016–2017 znajdujący się na skraju bankructwa klub szwajcarskiej National League B – Martigny Red Ice, a od 2018 roku sprawuje funkcję skauta Europy w klubie ligi NHL – Los Angeles Kings, a od 2019 roku ponownie jest selekcjonerem reprezentacji Słowenii.

## Statystyki

### Reprezentacyjne
| Rok                | Drużyna            | Turniej            | Miejsce            |    | M  | G  | A  | Pkt | Kary |
| ------------------ | ------------------ | ------------------ | ------------------ | -- | -- | -- | -- | --- | ---- |
| 1983               | Jugosławia U-18    | MEJ-B              | 1                  | 3  | 4  | 6  | 10 | 10  |      |
| 1991               | Jugosławia         | MŚ-B               | 6                  | 7  | 1  | 1  | 2  | 6   |      |
| 1993               | Słowenia           | MŚ-C               | 4                  | 7  | 11 | 8  | 19 | 14  |      |
| 1994               | Słowenia           | MŚ-C               | 5                  | 6  | 1  | 0  | 1  | 2   |      |
| Ogółem jako junior | Ogółem jako junior | Ogółem jako junior | Ogółem jako junior | 3  | 4  | 6  | 10 | 10  |      |
| Ogółem jako senior | Ogółem jako senior | Ogółem jako senior | Ogółem jako senior | 20 | 13 | 9  | 22 | 22  |      |
| Razem              | Razem              | Razem              | Razem              | 23 | 17 | 15 | 32 | 32  |      |

## Sukcesy

### Zawodnicze
HK Jesenice
- Mistrzostwo Jugosławii: 1985, 1987, 1988
- Wicemistrzostwo Jugosławii: 1984, 1986, 1989, 1990
- Mistrzostwo Słowenii: 1992, 1993, 1994
- Wicemistrzostwo Słowenii: 1995

HK Bled
- 3. miejsce w ekstraklasie słoweńskiej 1997

Reprezentacja Jugosławii U-18
- Awand od mistrzostw Europy U-18 Grupy B: 1983

### Szkoleniowe
Reprezentacja Słowenii
- Awans do mistrzostw świata Elity: 2014
- Ćwierćfinał igrzysk olimpijskich: 2014

## Życie prywatne
Matjaž Kopitar ma dwóch synów: Anže (ur. 1987) i Gašpera (ur. 1992), którzy także są hokeistami.